# Feuerwehr-Ehrenzeichen (Baden-Württemberg)
Das Feuerwehr-Ehrenzeichen ist eine staatliche Auszeichnung des Bundeslandes Baden-Württemberg, das im Jahr 1956 gestiftet wurde und für langjährigen aktiven und pflichttreuen Dienst in einer Einsatzabteilung der Feuerwehr, für besonders mutiges oder entschlossenes Verhalten im Feuerwehreinsatz oder für besondere Verdienste um das Feuerlöschwesen in Baden-Württemberg verliehen wird.

## Geschichte

Feuerwehr-Ehrenzeichen in Silber und Gold

Am 25. Juni 1956 wurde durch Anordnung der Landesregierung von Baden-Württemberg das Feuerwehr-Ehrenzeichen in Silber für 25- und in Gold für 40-jährige Dienstzeit und die Sonderstufe des Feuerwehr-Ehrenzeichens gestiftet. Am 1. Dezember 2011 wurde die Stiftungsanordnung durch die Landesregierung neu gefasst und eine vierte Stufe eingefügt, das Feuerwehr-Ehrenzeichen in Gold in besonderer Ausführung für 50-jährige Dienstzeit.
Im Juli 2017 beschloss der baden-württembergische Innenminister Thomas Strobl auf Anregung des Landesfeuerwehrverbandes der Landesregierung eine erneute Änderung der Stiftungsanordnung vorzuschlagen, wodurch das Ehrenzeichen in Bronze für 15-jährige Dienstzeit als fünfte Stufe eingeführt werden soll.
Berechtigt, das Feuerwehr-Ehrenzeichen zu tragen, sind neben den Personen, denen das Ehrenzeichen tatsächlich verliehen wurde, auch Inhaber der von 1945 bis 1956 in Ermangelung eines Ehrenzeichens verliehenen Ehrenurkunde.

## Stufen
Das Feuerwehr-Ehrenzeichen wird seit 2018 in fünf Stufen verliehen:
1. Feuerwehr-Ehrenzeichen in Bronze für mindestens 15 Jahre Einsatzdienstzeit
2. Feuerwehr-Ehrenzeichen in Silber für mindestens 25 Jahre Einsatzdienstzeit
3. Feuerwehr-Ehrenzeichen in Gold für mindestens 40 Jahre Einsatzdienstzeit
4. Feuerwehr-Ehrenzeichen in Gold in besonderer Ausführung für mindestens 50 Jahre Einsatzdienstzeit
5. Sonderstufe des Feuerwehr-Ehrenzeichens für besondere Verdienste um das Feuerlöschwesen oder besonders mutiges und entschlossenes Verhalten im Feuerwehreinsatz.

Das Feuerwehr-Ehrenzeichen der Sonderstufe ist eine sehr selten verliehene Auszeichnung. Sie wurde zum Beispiel im Jahre 2000 nur einmal verliehen. Die Einführung des Feuerwehr-Ehrenzeichens in Bronze wurde vom Bund der Steuerzahler kritisiert.

## Gestaltung und Trageweise
Den Mittelpunkt des Ehrenzeichens bildet ein aus Kupfer bestehendes, 43 mm hohes und breites, weiß emailliertes Kreuz in der Form eines Templerkreuzes und je vier Flammen auf den Kreuzbalken. In der Mitte des Flammenkreuzes befindet sich das Kleine Landeswappen von Baden-Württemberg mit den drei schreitenden Stauferlöwen und der Blattkrone, die als Volkskrone die Volkssouveränität nach dem Ende der Monarchie anzeigt. Landeswappen und Flammenkreuz werden eingefasst von einem Ring mit der Umschrift „Für Verdienste im Feuerschutz“.
Das Ehrenzeichen in Silber für 25-jährige Dienstzeit, in Gold für 40-jährige Dienstzeit und in Gold in besonderer Ausführung für 50-jährige Dienstzeit werden an einem rot-weiß-roten Band auf der linken Brustseite getragen, die Sonderstufe als Steckkreuz auf der linken Brustseite. Da die Auszeichnung im Original grundsätzlich nur am Tag der Verleihung getragen wird, können alle vier Stufen des Ehrenzeichens auch als Bandschnalle (mit Miniaturkreuz) im Standardmaß 25 mm getragen werden. Die Bandschnalle der Stufen Silber, Gold und Gold in besonderer Ausführung sind – wie das Ordensband auch – rot-weiß-rot, die Bandschnalle der Sonderstufe ist schwarz.
Bei der Aushändigung des Ehrenzeichens erhalten die ausgezeichneten Personen zudem eine Verleihungsurkunde. Die Verleihungsetuis der älteren Ausführung waren aus karmesinroter Pappe mit der Aufschrift Jahreszahl im Eichenlaubkranz und darunter in Großbuchstaben Baden-Württemberg. Die neueren Etuis sind aus dunkelrotem Kunststoff gefertigt.

## Vergabepraxis
| Jahr | Feuerwehr-Ehrenzeichen für 25-jährige Dienstzeit | Feuerwehr-Ehrenzeichen für 40-jährige Dienstzeit | Feuerwehr-Ehrenzeichen der Sonderstufe |
| ---- | ------------------------------------------------ | ------------------------------------------------ | -------------------------------------- |
| 1991 | 2200                                             | 800                                              | 6                                      |
| 1992 | 2200                                             | 800                                              | 9                                      |
| 1993 | 2200                                             | 800                                              | 3                                      |
| 1994 | 2200                                             | 800                                              | 6                                      |
| 1995 | 2200                                             | 800                                              | 3                                      |
| 1996 | 2200                                             | 800                                              | 8                                      |
| 1997 | 2200                                             | 800                                              | 1                                      |
| 1998 | 2200                                             | 800                                              | 2                                      |
| 1999 | 2200                                             | 800                                              | 3                                      |
| 2000 | 2200                                             | 800                                              | 1                                      |
| 2001 | 2200                                             | 800                                              | 2                                      |

## Weitere Auszeichnungen für Feuerwehrangehörige
Neben dem Feuerwehr-Ehrenzeichen existieren noch weitere Auszeichnungen, die zur Würdigung besonderer Verdienste oder Leistungen an Angehörige der baden-württembergischen Feuerwehren verliehen werden können. Es handelt sich dabei jedoch um nicht staatlich anerkannte Ehrungen des Landesfeuerwehrverbandes und – im Gegensatz zum Feuerwehr-Ehrenzeichen – nicht um eine staatliche Auszeichnung im Sinne des Gesetzes über die Auszeichnungen des Landes Baden-Württemberg (Auszeichnungsgesetz) vom 23. Juni 2009:
- Albert-Bürger-Medaille (2013)
- Ehrenmedaille des Landesfeuerwehrverbandes Baden-Württemberg in Silber und Gold (2011)
- Ehrennadel des Landesfeuerwehrverbandes Baden-Württemberg in Silber und Gold (1959)
- Feuerwehr-Leistungsabzeichen in Bronze, Silber und Gold (1963)
- Abzeichen Geschicklichkeitsprüfung Einsatzfahrer (2004)
- Ehrennadel der Jugendfeuerwehr Baden-Württemberg in Silber und Gold (1982)
- Floriansplakette der Jugendfeuerwehr Baden-Württemberg (1977)